# Dugdami
Dugdami ali Tugdamî (akadsko 𒁹𒌇𒁮𒈨𒄿), med Grki znan kot  Ligdamis in Digdamis, je bil kralj Kimercev, ki je vladal sredi 7. stoletja pr. n. št., * ni znano, † 640 pr. n. št.

## Zgodovinsko ozadje
V 8. in 7. stoletju pr. n. št. so  obsežne selitve nomadov iz evrazijskih step pripeljale Skite v jugozahodno Azijo. Po Herodotu se je to gibanje začelo, ko so se Masageti ali Isedoni selili proti zahodu in prisilili Skite na odhod proti zahodu čez reko Araks  v Kaspijsko stepo, od koder so se razselili Kimerci.
Kimerci so se, domnevno pod pritiskom Skitov, preko  prelazov Klukhor, Alagir in Darial v gorovju Visoki Kavkaz preselili na jug v zahodno Azijo, kjer so ostali dejavni večji del 7. stoletja pr. n. št.

## Vladanje
Okoli leta 680 pr. n. št. so se Kimerci ločili v dve skupini. Večina se je preselila na zahod v Anatolijo, medtem ko je manjša skupina ostala na vzhodu na območju blizu kraljestva Manai in se kasneje preselila v Medijo.
Dugdami je bil rojen malo pred tem dogajanjem, nekaj pred letom 680 pr. n. št., ko so Kimerci še živeli blizu severne meje Novoasirskega cesarstva. Zdi se, da je nasledil Teušpo, kralja zahodne kimerske horde, ki je bil ubit pri Hubušni v Kapadokiji v bitki  proti asirskemu kralju Asarhadonu leta 679 pr. n. št.

### Uničenje Frigije
Okoli leta 675 pr. n. št. so Kimerci pod vodstvom Dugdamija in v zavezništvu z urartskim kraljem Rusom II. izvedli vojaški pohod na zahod proti Muškom (Frigija), Hatom (novohetitska država Melida) in Halitujem (Alizoni ali Halibi) in uničili Frigijsko kraljestvo, katerega kralj Midas je storil samomor. Zdi se, da so Kimerci zatem delno pokorili Frigijce. Asirsko besedilo iz kasnih 670. let pr. n. št. omenja Kimerce in Frigijce, morda kimerske podložnike, kot zaveznike proti asirski provinci Melid.  V dokumentu iz leta 673 pr. n. št. je zapisano, da je Rusa II. rekrutiral veliko kimerskih plačancev, Kimerci kot njegovi zavezniki pa so verjetno sodelovali v njegovi vojaški ekspediciji leta 672 pr. n. št. Od leta 671 do 669 pr. n. št. so Kimerci v službi Ruse II. napadli asirsko provinco Šubrijo blizu urartske meje.

### Dejavnosti v Anatoliji
Neznano kdaj so Kimerci vsilili svojo oblast Kapadokiji, vdrli v Bitinijo, Paflagonijo in Troado in uničili nedavno ustanovljeno grško kolonijo Sinop in kolonijo Kizik. Obe koloniji sta bili kasneje ponovno ustanovljeni.
V začetku tega desetletja so Kimerci napadli Lidijsko kraljestvo,  katerega kralj Gig je v začetku leta 667 pr. n. št. navezal stike z Novoasirskim cesarstvom, in leta 665 pr. n. št. brez asirske pomoči porazil Kimerce. Ujete kimerske vojake, ki so opustošili lidijsko podeželje, je kot darilo poslal Asarhadonovemu nasledniku Asurbanipalu. Po asirskih zapisih, ki opisujejo te dogodke, so Kimerci v Anatoliji takrat že imeli stalna naselja.

### Grožnja Asiriji
Asirski zapisi iz leta 657 pr. n. št. o "slabem znamenju" za "zahodne dežele" so se morda nanašali bodisi na nov kimerski napad na Lidijo bodisi na Dugdamijevo osvojitev zahodnih pokrajin Novoasirskega cesarstva, morda Hijave ali kakšne druge pokrajine v Siriji po njihovem porazu proti Gigu. Kimersko ogrožanje zahodnih meja je Asarhadona zaskrbelo do te mere, da je iskal odgovore v vedeževanju.  V asirskih vedeževalskih zapisih  iz leta 657 pr. n. št. se kimerskega kralja naslavlja s šar-kiššati (kralj vesolja). V mezopotamskem pogledu na svet je ta naslov v danem trenutku lahko pripadal samo enemu vladarju na svetu, običajno kralju Novoasirskega cesarstva. Vedeževalska besedila so Asarhadonu zagotovila, da bo sčasoma ponovno pridobil kiššūtu, to je svetovno hegemonijo, ki so jo prevzeli Kimerci. Kimerci so torej postali sila, ki se je je Asarhadon bal, Dugdamijevi uspehi proti Asiriji pa  so pomenili, da je na starodavnem Srednjem vzhodu postal enako močan kot Asarhadon. Stanje je ostalo nespremenjeno do konca 650. let pr. n. št. in zgodnjih 640 let pr. n. št.
Gig se zaradi asirskih neuspehov ni mogel več zanesti na asirsko podporo proti Kimercem in je prekinil diplomatske stike z Novoasirskim cesarstvom.

### Napad na Lidijo
Kimerci pod Dugdamijevim vodstvom so leta 644 pr. n. št. tretjič napadli Lidijo. Tokrat so premagali Lidijce in zavzeli njihovo prestolnico Sarde, Gig pa je med tem napadom umrl. Po plenjenju Sardov je Dugdami povedel Kimerce v napad na grški državi Jonijo in Eolijo na zahodni obali Anatolije. Prebivalci pokrajine Batinetis so pred njim pobegnili na otoke v Egejskem morju. V kasnejših grških spisih Kalimaha in Hezihija iz Aleksandrije je zapis, da je Dugdami med temi vdori uničil Artemidin tempelj v Efezu. 

## Smrt
Po tretjem vdoru v Lidijo in napadu na azijska grška mesta so se okoli leta 640 pr. n. št. Kimerci preselili v Kilikijo na severozahodni meji asirskega imperija. Dugdami se je proti Asiriji povezal s kraljem Tabala Mugalujem. Asirski zapisi so ga v tistem času imenovali "gorski kralj in aroganten barbar, ki se ne zna bati bogov".  Dugdami se je  po uporu proti njemu povezal z Asirijo in priznal asirsko vrhovno oblast ter poslal poklon Asurbanipalu, kateremu je prisegel zvestobo. Dugdami je kmalu prelomil prisego in ponovno napadel Asirsko cesarstvo, potem pa je zbolel in leta 640 pr. n. št. Umrl. Nasledil ga je njegov sin Sandakšatru, ki je poskušal nadaljevati očetove napade na Asirijo, a mu je spodletelo, tako kot njegovemu očetu.

## Zapuščina
Dugdamijevo ime so zaradi njegovega slovesa ali morda zaradi medsebojnih porok med kimerskimi in karijskimi vladarji v 7. stoletju pr. n. št. prevzeli Karijci. Po njem sta se imenovala satrap Ligdamis I. Halikarnaški in njegov pravnuk, tiran Ligdamis II. Halikarnaški. Iz Karije se je ime razširilo tudi med stare Grke. Nosila sta ga tiran Ligdamis iz Naksosa in Ligdamis, prvak olimpijskih iger iz mesta Sirakuze na Siciliji.